# Bahnhof Tokachi-Mitsumata
Der Bahnhof Tokachi-Mitsumata (jap. 十勝三股駅, Tokachi-Mitsumata-eki) ist ein ehemaliger Bahnhof auf der japanischen Insel Hokkaidō. Er befand sich in der Unterpräfektur Tokachi auf dem Gebiet der Stadt Kamishihoro und war von 1939 bis 1978 in Betrieb.

## Beschreibung
Tokachi-Mitsumata war die nördliche Endstation der nach Obihiro führenden Shihoro-Linie. Er befand sich in einem dünn besiedelten Gebiet südlich des Mikuni-Passes im Daisetsuzan-Nationalpark. Mit einer Höhe von 661,8 Metern über dem Meeresspiegel war er der höchstgelegene Bahnhof Hokkaidōs.
Der von Süden nach Norden ausgerichtete Endbahnhof besaß zwei Gleise, davon eines für den Personenverkehr. Das Empfangsgebäude stand an der Westseite der Anlage. Im Norden führte das Hauptgleis einige hundert Meter weiter zu einem ausgedehnten Holzstapelplatz. Dort bestand Anschluss an die Otosara-Honryū-Waldbahn. Im Süden zweigte ein Gleis ab, das zu einer Drehscheibe und einem kleinen Depot führte.

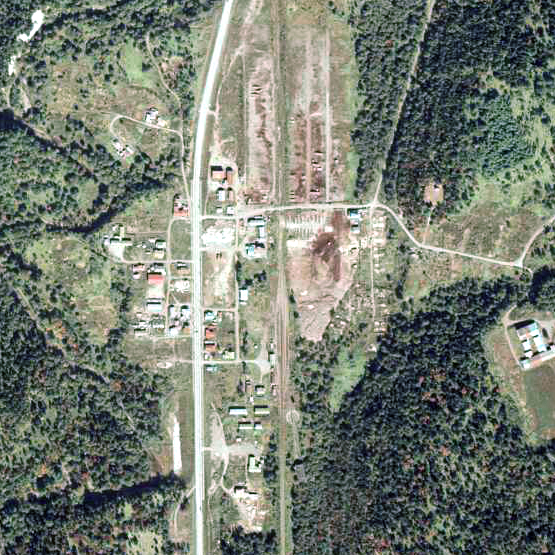
Luftansicht (1977)

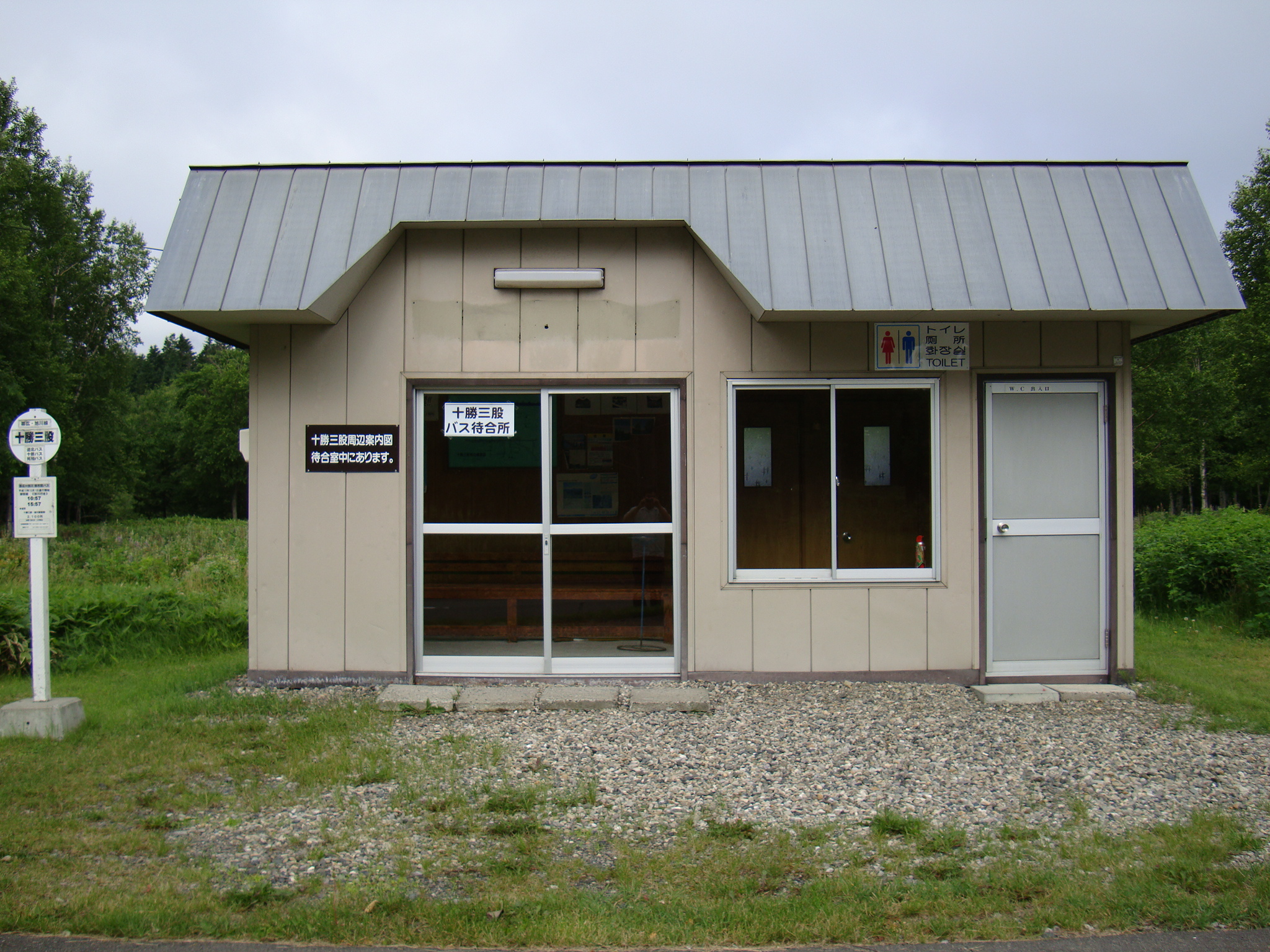
Buswartehäuschen

## Geschichte
Das Eisenbahnministerium eröffnete den Bahnhof am 18. November 1939, zusammen mit dem in Nukabira beginnenden letzten Abschnitt der Shihoro-Linie. Mit dieser bestand eine direkte Verbindung nach Obihiro. Im Anhang des revidierten Eisenbahnbaugesetzes von 1922 war eine Weiterführung der Strecke durch das Ishikari-Gebirge bis nach Kamikawa vermerkt, zur Verwirklichung dieses Projekts kam es jedoch nie.
Tokachi-Mitsumata besaß vorübergehend eine große Bedeutung für die Forstwirtschaft. Die hier beginnende Otosara-Honryū-Waldbahn wurde 1944 eröffnet. Sie hatte eine Länge von 8,8 km und war bis 1958 in Betrieb.
Am 20. Dezember 1978 stellte die Japanische Staatsbahn den Güterverkehr zwischen Kami-Shihoro und Tokachi-Mitsumata ein. Da der Personenverkehr wegen des Bevölkerungsschwunds ebenfalls stark zurückgegangen war, richtete die Staatsbahn am 25. Dezember desselben Jahres einen dauerhaften Schienenersatzverkehr zwischen Nukabira und Tokachi-Mitsumata ein. Es handelte sich um den ersten dieser Art in Japan. Nominell war die Shihoro-Linie bis zum 23. März 1987 in Betrieb. Danach wurde der Schienenersatzverkehr in eine reguläre Buslinie eines privaten Betreibers umgewandelt.
Der Bahnhof und die dazu gehörenden Anlagen blieben nach der Stilllegung einige Jahre bestehen und wurden schließlich Ende 1998 abgebrochen. Aufgrund des weiter anhaltenden massiven Bevölkerungsschwunds musste die seit 1978 bestehende Buslinie im September 2003 eingestellt werden. Die Bushaltestelle am Bahnhof wurde aufgehoben und im folgenden Monat durch eine neue an der Hauptstraße ersetzt, die von der Fernbuslinie North Liner zwischen Asahikawa und Obihiro bedient wird.